# Марио Джента
Марио Джента (на италиански: Mario Genta) е италиански футболист, полузащитник и треньор.

## Кариера
Марио Джента започва кариерата си в Ювентус, като прави своя дебют за 18 юни 1933 г. в мач с Дженоа, който завършва с поражение за Ювентус 2:3. През 1934 г. преминава в Павия. Там прекарва само 1 сезон, след което е трансфериран в Дженоа, където играе до 1946 г., с прекъсване 1943 – 1945 г., когато шампионата в Италия не е проведен. Джента завършва кариерата си във втородивизионния Прато, който през 1948 г. изпада в Серия Ц, но година по-късно се завръща в италианската втора дивизия.

### Национален отбор
През 1938 г. Джента, който никога не е играл за италианския национален отбор, е повикан от Виторио Поцо за Мондиал 1938, където той не играе нито минута, но става, заедно с отбора световен шампион. Дебютира за националния отбор на 26 март 1939 г. в мач срещу Германия във Флоренция, където италианците печелят с 3:2, а на 26 ноември същата година, вече в Берлин, той играе вторият си и последен мач за националния отбор, този път спечелен от германците с 5:2.

## Отличия

### Отборни
Ювентус
- Серия А: 1932/33

Дженоа
- Копа Италия: 1936

### Международни
Италия
- Световно първенство по футбол: 1938